# Trượt băng tốc độ cự ly ngắn tại Thế vận hội Mùa đông 2018 - 1500 mét nam
Nội dung 1500 mét nam của môn Trượt băng tốc độ cự ly ngắn tại Thế vận hội Mùa đông 2018 diễn ra tại Gangneung Ice Arena ở Gangneung, Hàn Quốc.

## Kỷ lục
Trước giải đấu, các kỷ lục thế giới và Olympic như sau.
| Kỷ lục thế giới | Sjinkie Knegt (NED) | 2:07.943 | Thành phố Salt Lake, Hoa Kỳ | 13 tháng 11 năm 2016 |
| Kỷ lục Olympic  | Lee Jung-su (KOR)   | 2:10.949 | Vancouver, Canada           | 13 tháng 2 năm 2010  |

Có một kỷ lục Olympic được thiết lập.
| Ngày                | Vòng        | Tên         | Quốc gia | Thời gian | Kỷ lục | Nguồn |
| ------------------- | ----------- | ----------- | -------- | --------- | ------ | ----- |
| 10 tháng 2 năm 2018 | Chung kết A | Lim Hyo-jun | Hàn Quốc | 2:10.485  | OR     | [ 2 ] |

## Kết quả

### Vòng loại
Q – lọt vào bán kết
ADV – đi tiếp
PEN – bị phạt
| Hạng | Nhóm | Tên                    | Quốc gia                     | Thời gian | Ghi chú |
| ---- | ---- | ---------------------- | ---------------------------- | --------- | ------- |
| 1    | 1    | Sándor Liu Shaolin     | Hungary                      | 2:12.835  | Q       |
| 2    | 1    | Samuel Girard          | Canada                       | 2:12.923  | Q       |
| 3    | 1    | Semion Elistratov      | Vận động viên Olympic từ Nga | 2:13.087  | Q       |
| 4    | 1    | Hiroki Yokoyama        | Nhật Bản                     | 2:13.323  |         |
| 5    | 1    | Ward Pétré             | Bỉ                           | 2:17.362  |         |
|      | 1    | Farrell Treacy         | Anh Quốc                     | DNF       |         |
| 1    | 2    | Charles Hamelin        | Canada                       | 2:12.130  | Q       |
| 2    | 2    | Jens Almey             | Bỉ                           | 2:12.998  | Q       |
| 3    | 2    | Aaron Tran             | Hoa Kỳ                       | 2:14.133  | Q       |
| 4    | 2    | Andy Jung              | Úc                           | 2:16.995  | ADV     |
| 5    | 2    | Han Tianyu             | Trung Quốc                   | 2:38.865  | ADV     |
|      | 2    | Yuri Confortola        | Ý                            |           | PEN     |
| 1    | 3    | Hwang Dae-heon         | Hàn Quốc                     | 2:15.561  | Q       |
| 2    | 3    | Itzhak de Laat         | Hà Lan                       | 2:15.691  | Q       |
| 3    | 3    | Wu Dajing              | Trung Quốc                   | 2:15.823  | Q       |
| 4    | 3    | Tommaso Dotti          | Ý                            | 2:16.177  |         |
| 5    | 3    | Pascal Dion            | Canada                       | 2:16.856  | ADV     |
| 6    | 3    | Choe Un-song           | CHDCND Triều Tiên            | 2:18.213  |         |
|      | 3    | Vladislav Bykanov      | Israel                       |           | PEN     |
| 1    | 4    | Lim Hyo-jun            | Hàn Quốc                     | 2:13.891  | Q       |
| 2    | 4    | Sébastien Lepape       | Pháp                         | 2:13.965  | Q       |
| 3    | 4    | Shaoang Liu            | Hungary                      | 2:14.160  | Q       |
| 4    | 4    | Denis Nikisha          | Kazakhstan                   | 2:14.847  |         |
| 5    | 4    | Maksim Siarheyeu       | Belarus                      | 2:15.242  |         |
|      | 4    | Kazuki Yoshinaga       | Nhật Bản                     |           | PEN     |
| 1    | 5    | Seo Yi-ra              | Hàn Quốc                     | 2:18.750  | Q       |
| 2    | 5    | Roberto Puķītis        | Latvia                       | 2:18.825  | Q       |
| 3    | 5    | J. R. Celski           | Hoa Kỳ                       | 2:19.028  | Q       |
| 4    | 5    | Keita Watanabe         | Nhật Bản                     | 2:19.205  |         |
| 5    | 5    | Csaba Burján           | Hungary                      | 2:19.284  |         |
| 6    | 5    | Aleksandr Shulginov    | Vận động viên Olympic từ Nga | 2:19.308  |         |
| 1    | 6    | John-Henry Krueger     | Hoa Kỳ                       | 2:15.671  | Q       |
| 2    | 6    | Thibaut Fauconnet      | Pháp                         | 2:15.768  | Q       |
| 3    | 6    | Sjinkie Knegt          | Hà Lan                       | 2:15.949  | Q       |
| 4    | 6    | Pavel Sitnikov         | Vận động viên Olympic từ Nga | 2:33.653  |         |
| 5    | 6    | Xu Hongzhi             | Trung Quốc                   | 2:35.641  | ADV     |
| 6    | 6    | Nurbergen Zhumagaziyev | Kazakhstan                   | DNF       |         |

### Bán kết
QA – lọt vào chung kết A
QB – lọt vào chung kết B
ADV – đi tiếp
PEN – bị phạt
| Hạng | Nhóm | Tên                | Quốc gia                     | Thời gian | Ghi chú |
| ---- | ---- | ------------------ | ---------------------------- | --------- | ------- |
| 1    | 1    | Semion Elistratov  | Vận động viên Olympic từ Nga | 2:11.003  | QA      |
| 2    | 1    | Charles Hamelin    | Canada                       | 2:11.124  | QA      |
| 3    | 1    | Seo Yi-ra          | Hàn Quốc                     | 2:11.126  | QB      |
| 4    | 1    | Roberto Puķītis    | Latvia                       | 2:11.165  | QB      |
| 5    | 1    | Andy Jung          | Úc                           | 2:11.183  |         |
| 6    | 1    | Samuel Girard      | Canada                       | DNF       | ADV     |
|      | 1    | J. R. Celski       | Hoa Kỳ                       |           | PEN     |
| 1    | 2    | Sjinkie Knegt      | Hà Lan                       | 2:11.900  | QA      |
| 2    | 2    | Thibaut Fauconnet  | Pháp                         | 2:12.049  | QA      |
| 3    | 2    | Pascal Dion        | Canada                       | 2:12.640  | QB      |
| 4    | 2    | Aaron Tran         | Hoa Kỳ                       | 2:13.487  | QB      |
| 5    | 2    | Sándor Liu Shaolin | Hungary                      | 2:45.709  | ADV     |
| 6    | 2    | Jens Almey         | Bỉ                           | DNF       |         |
|      | 2    | John-Henry Krueger | Hoa Kỳ                       |           | PEN     |
| 1    | 3    | Lim Hyo-jun        | Hàn Quốc                     | 2:11.389  | QA      |
| 2    | 3    | Hwang Dae-heon     | Hàn Quốc                     | 2:11.469  | QA      |
| 3    | 3    | Itzhak de Laat     | Hà Lan                       | 2:11.781  | ADV     |
| 4    | 3    | Han Tianyu         | Trung Quốc                   | 2:11.827  | QB      |
| 5    | 3    | Sébastien Lepape   | Pháp                         | 2:11.967  |         |
| 6    | 3    | Xu Hongzhi         | Trung Quốc                   | 2:19.310  |         |
|      | 3    | Shaoang Liu        | Hungary                      |           | PEN     |
|      | 3    | Wu Dajing          | Trung Quốc                   |           | PEN     |

### Chung kết

#### Chung kết B (phân hạng)
| Hạng | Tên             | Quốc gia   | Thời gian | Ghi chú |
| ---- | --------------- | ---------- | --------- | ------- |
| 8    | Han Tianyu      | Trung Quốc | 2:26.281  |         |
| 9    | Seo Yi-ra       | Hàn Quốc   | 2:26.346  |         |
| 10   | Pascal Dion     | Canada     | 2:26.412  |         |
| 11   | Roberto Puķītis | Latvia     | 2:26.525  |         |
| 12   | Aaron Tran      | Hoa Kỳ     | 2:27.127  |         |

#### Chung kết A (tranh huy chương)
| Hạng | Tên                | Quốc gia                     | Thời gian | Ghi chú |
| ---- | ------------------ | ---------------------------- | --------- | ------- |
| 1    | Lim Hyo-jun        | Hàn Quốc                     | 2:10.485  | OR      |
| 2    | Sjinkie Knegt      | Hà Lan                       | 2:10.555  |         |
| 3    | Semion Elistratov  | Vận động viên Olympic từ Nga | 2:10.687  |         |
| 4    | Samuel Girard      | Canada                       | 2:11.176  |         |
| 5    | Sándor Liu Shaolin | Hungary                      | 2:11.520  |         |
| 6    | Itzhak de Laat     | Hà Lan                       | 2:12.362  |         |
| 7    | Thibaut Fauconnet  | Pháp                         | 2:53.150  |         |
| 13   | Charles Hamelin    | Canada                       |           | PEN     |
| 14   | Hwang Dae-heon     | Hàn Quốc                     | DNF       |         |